# Hito kilométrico

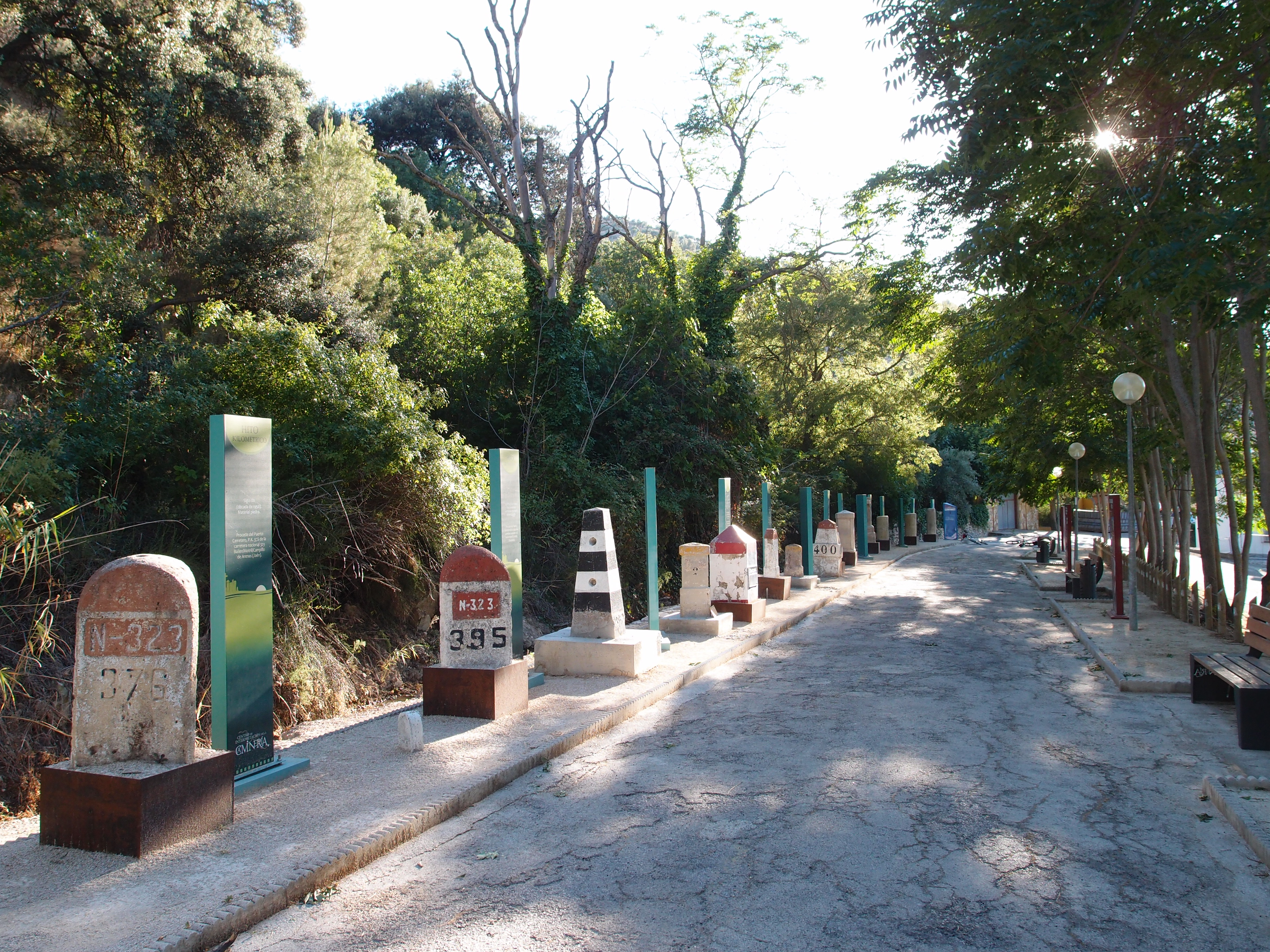
Centro de Interpretación de la Caminería en La Cerradura, España.

El hito kilométrico o mojón es una señal de tráfico que indica la distancia desde el inicio de la carretera, camino o vía férrea por la que se circula y el punto por el que se circula.
Aunque se puedan comportar como sinónimos, cada uno presenta características propias:
- Mojón: es una piedra, normalmente de granito, que indica la vía por la que se circula (caminos), la distancia a su inicio (vías férreas), o ambas cosas (carreteras); también se emplea para indicar los límites territoriales de las fincas, distritos o hasta países.[1]
- Hito kilométrico: es de metal, y suele incluir la vía y la distancia al inicio, en las carreteras.

Cuando el hito es especial para los múltiplos de 10, se denomina hito miriamétrico.
Cuando se marca la distancia en millas, se denomina miliario, siendo a veces utilizado por los anglosajones (milestone) y anteriormente por los romanos.

Modelos de hitos kilométricos genéricos de las carreteras de España.

## Galería

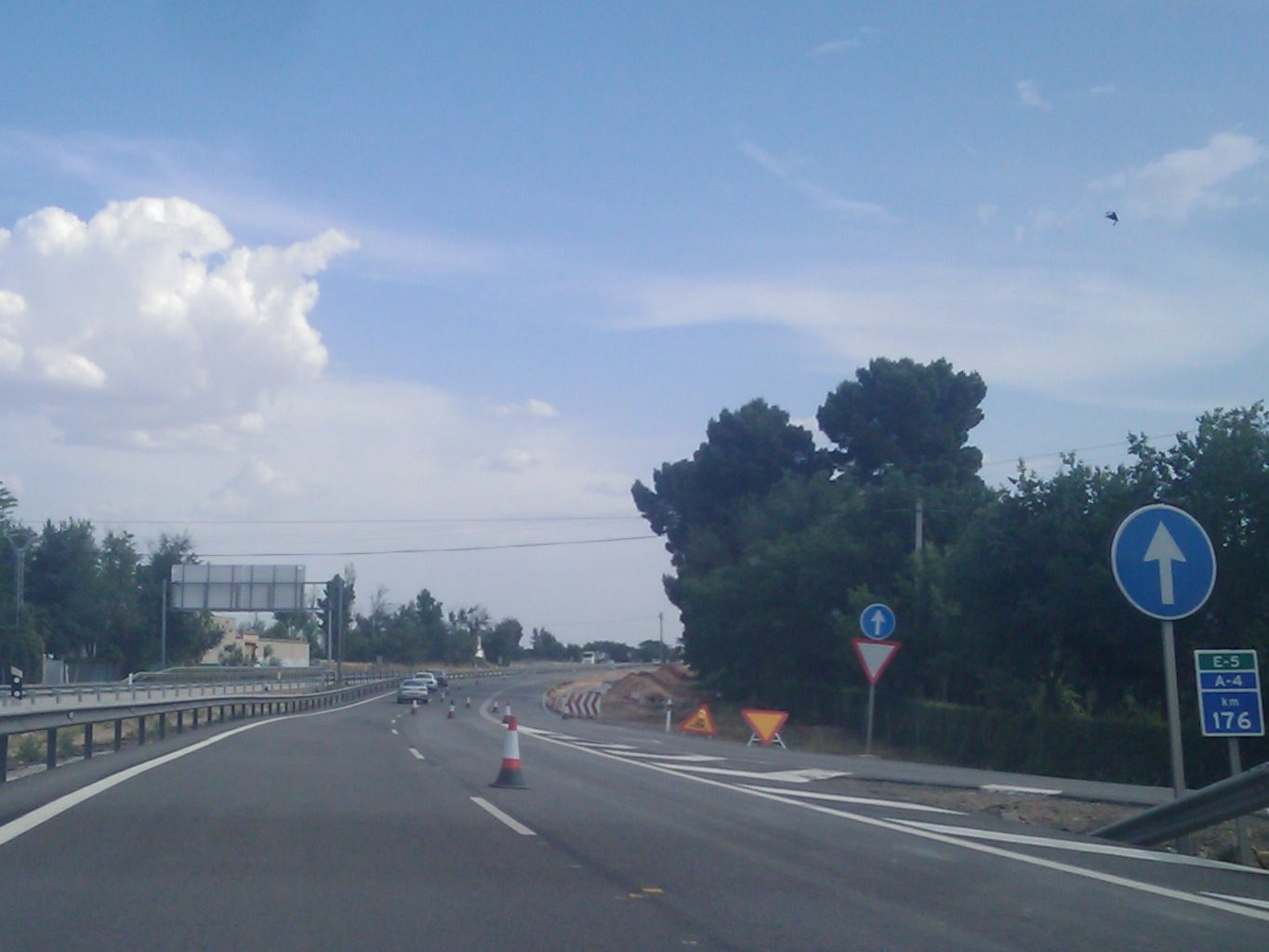
Hito de la autovía A-4 / Ruta Europea E-5
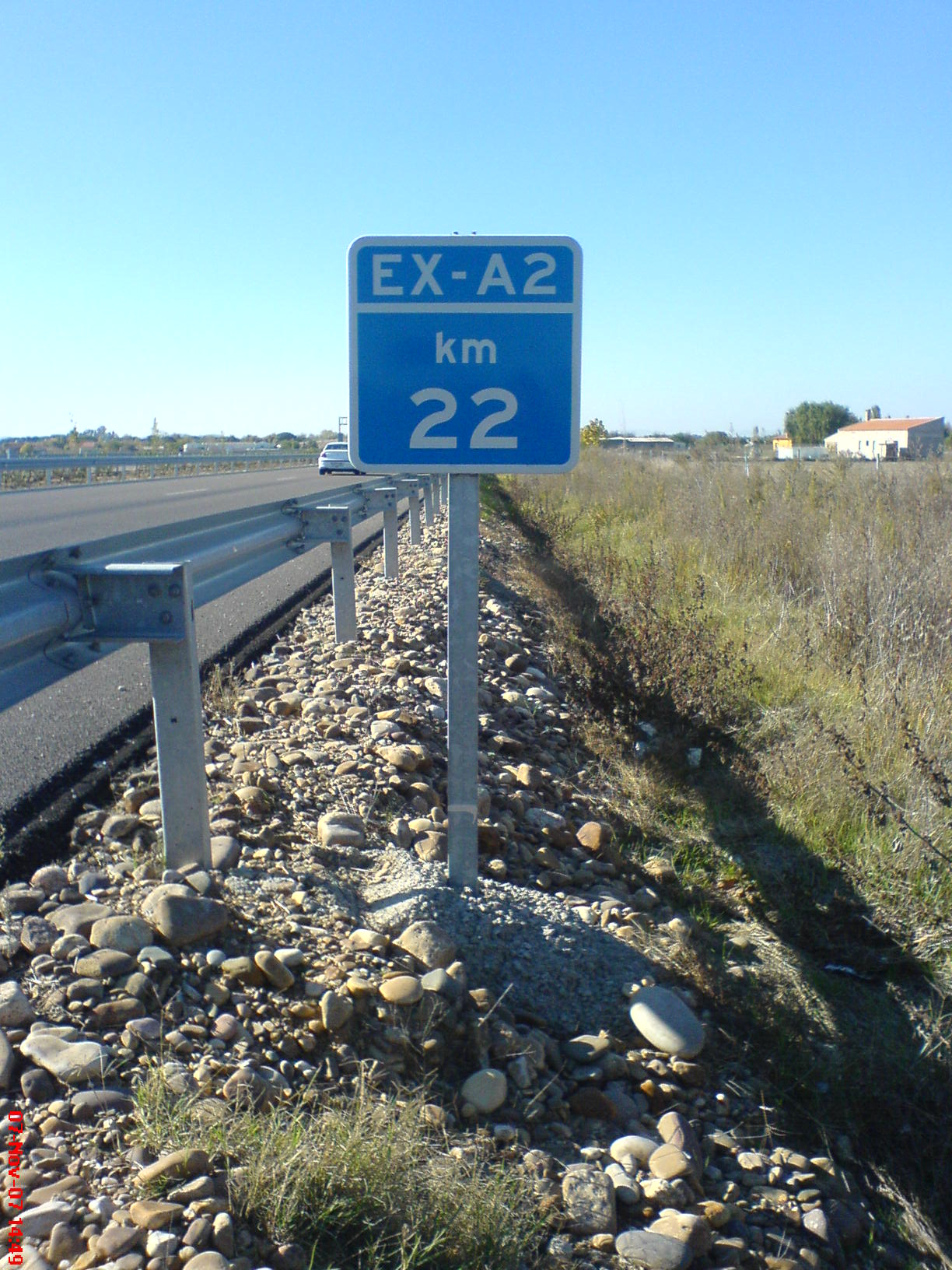
Hito de la red de autovías de Extremadura
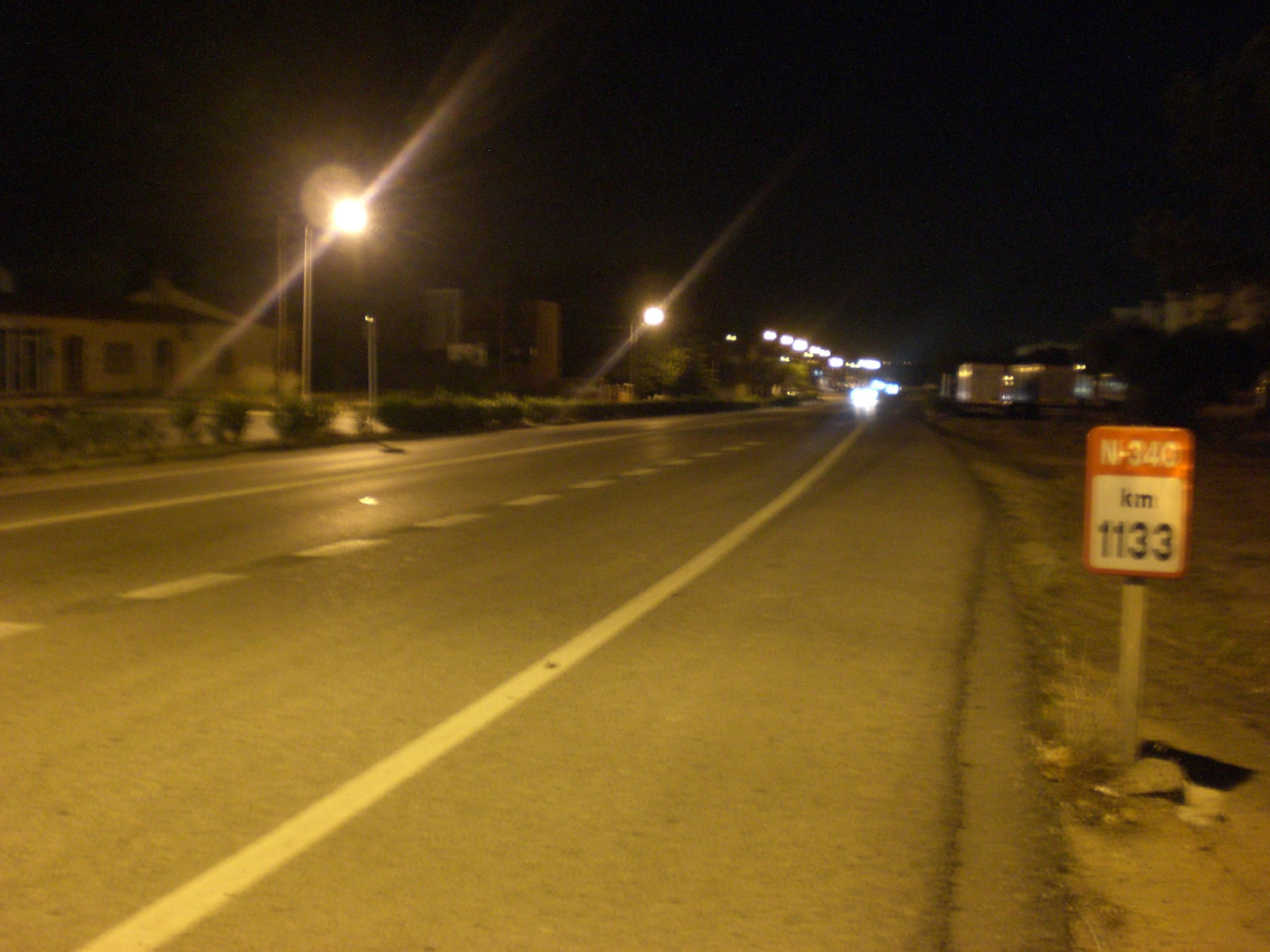
Hito en la N-340
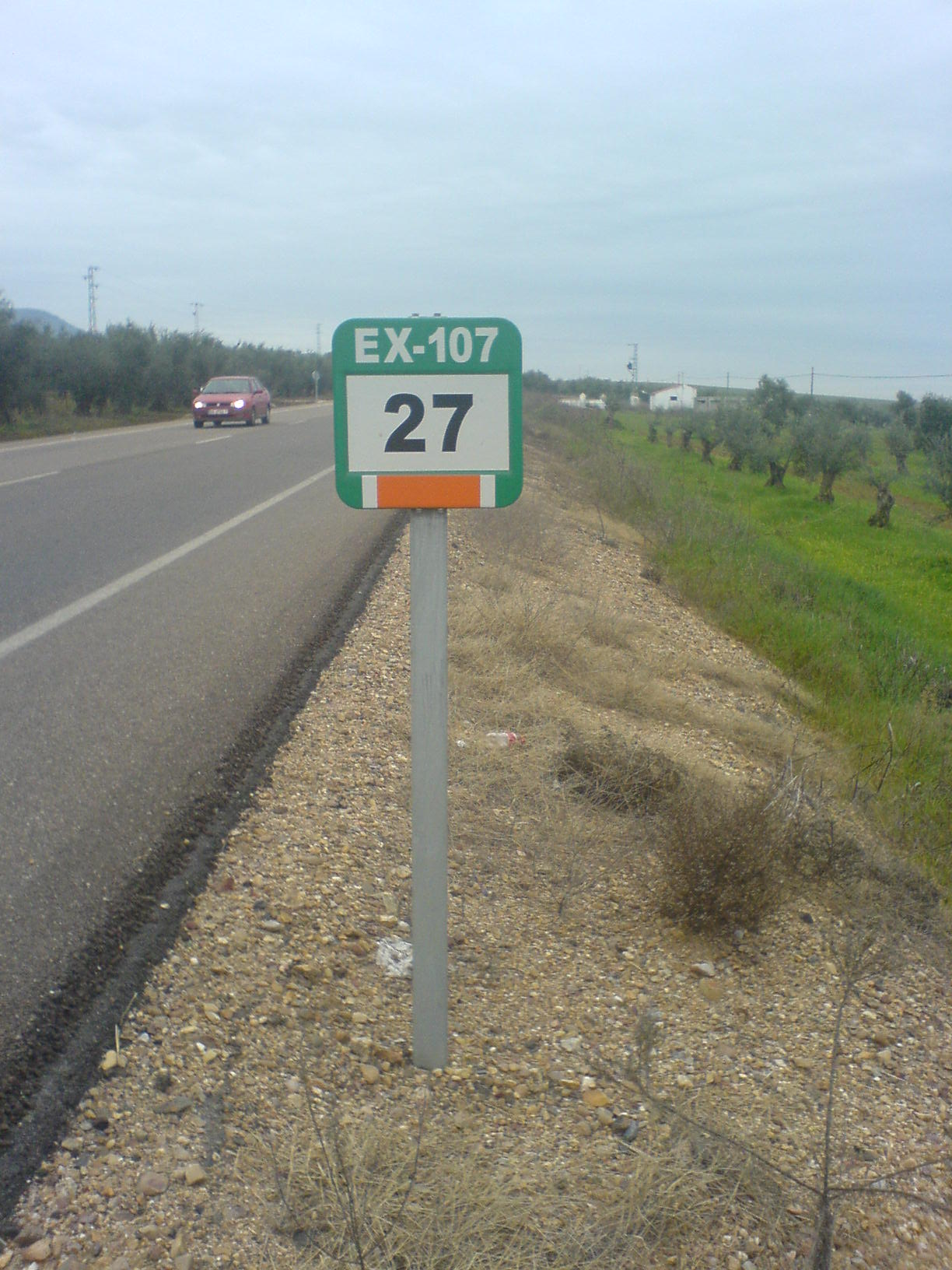
Hito de la red básica de carreteras de Extremadura
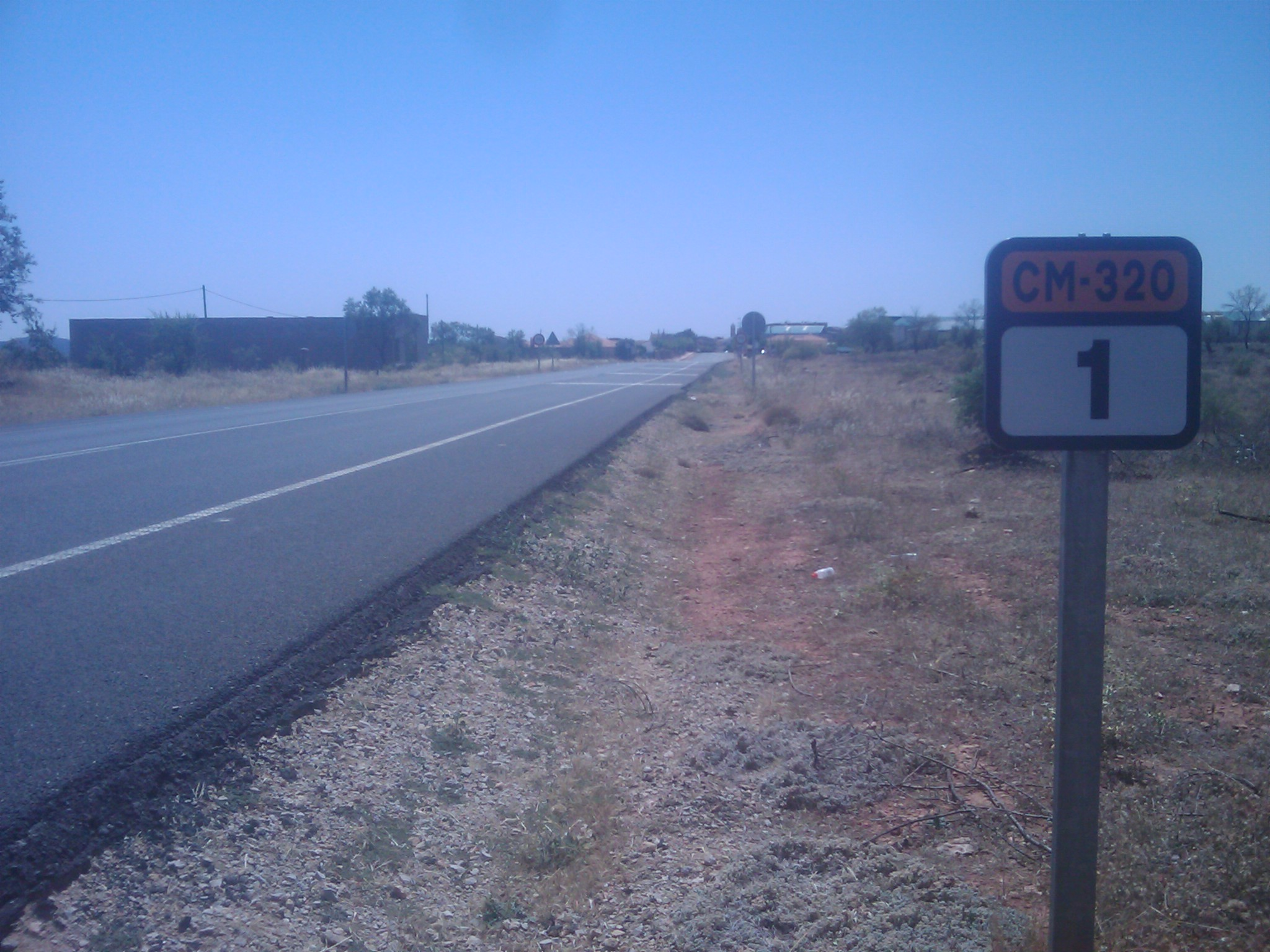
Hito de la red básica de carreteras de Castilla-La Mancha
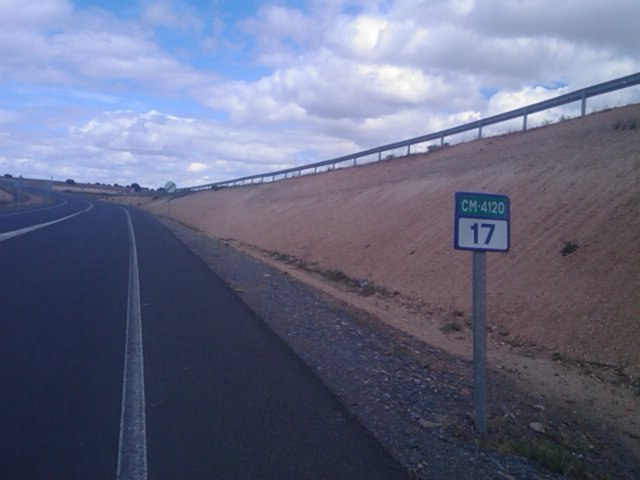
Hito de la red comarcal de carreteras de Castilla-La Mancha
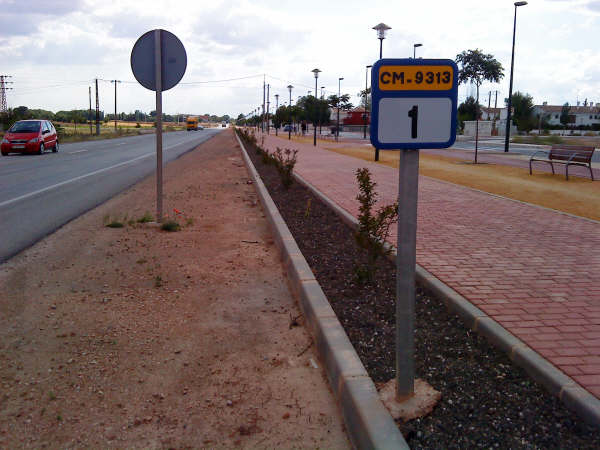
Hito de la red local de carreteras de Castilla-La Mancha
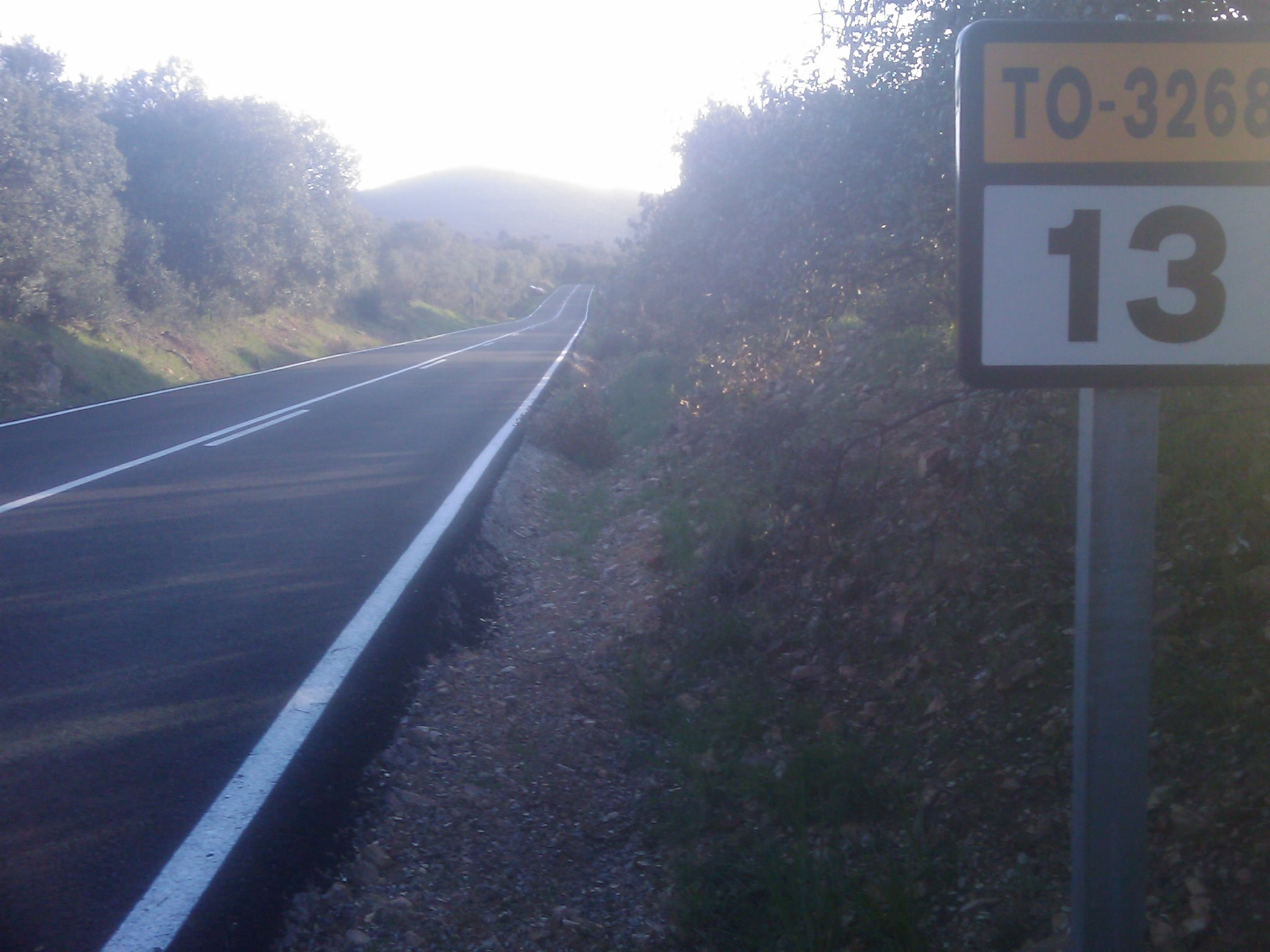
Hito de la red de carreteras de Toledo
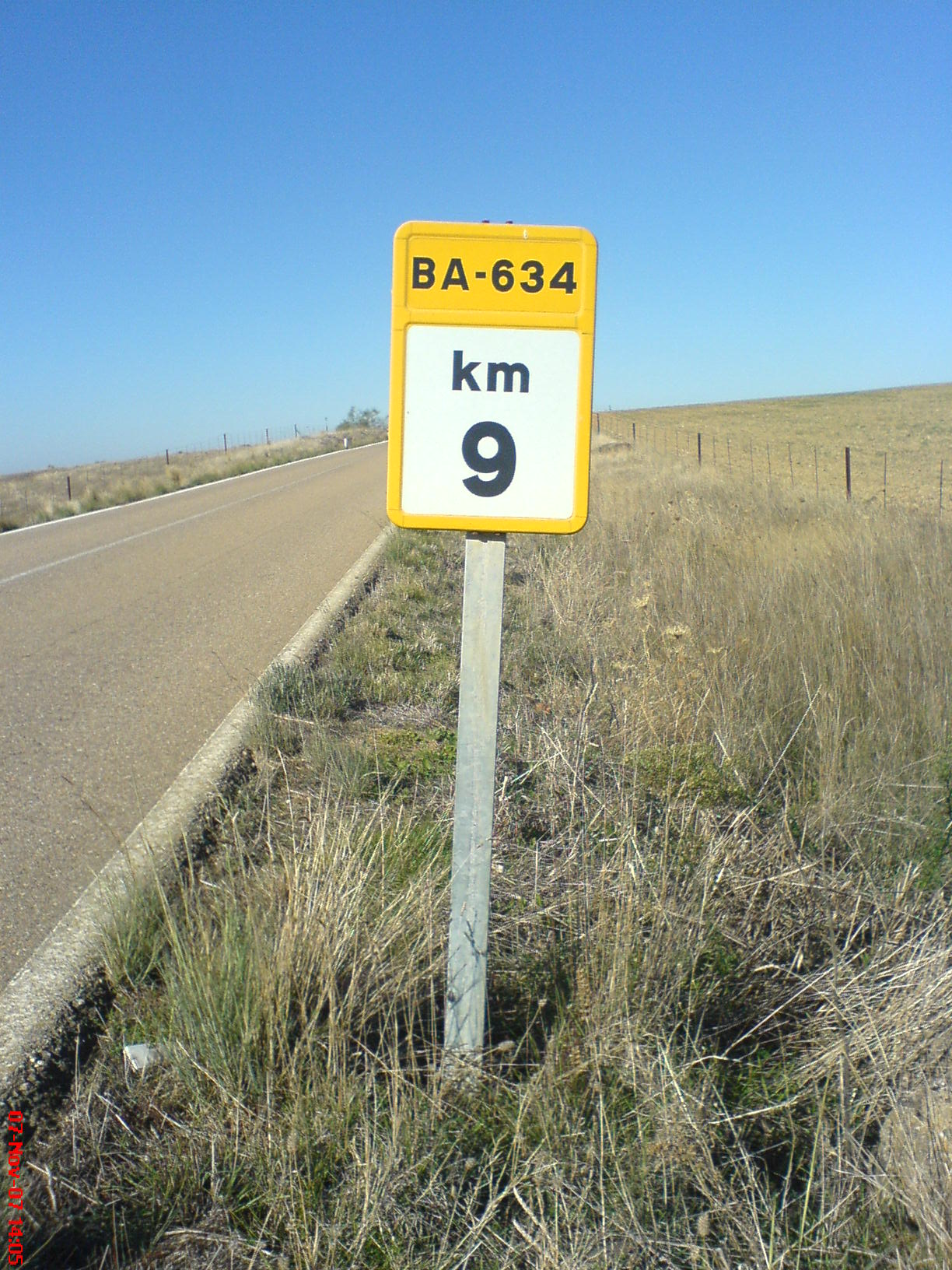
Hito de la red de carreteras de Badajoz
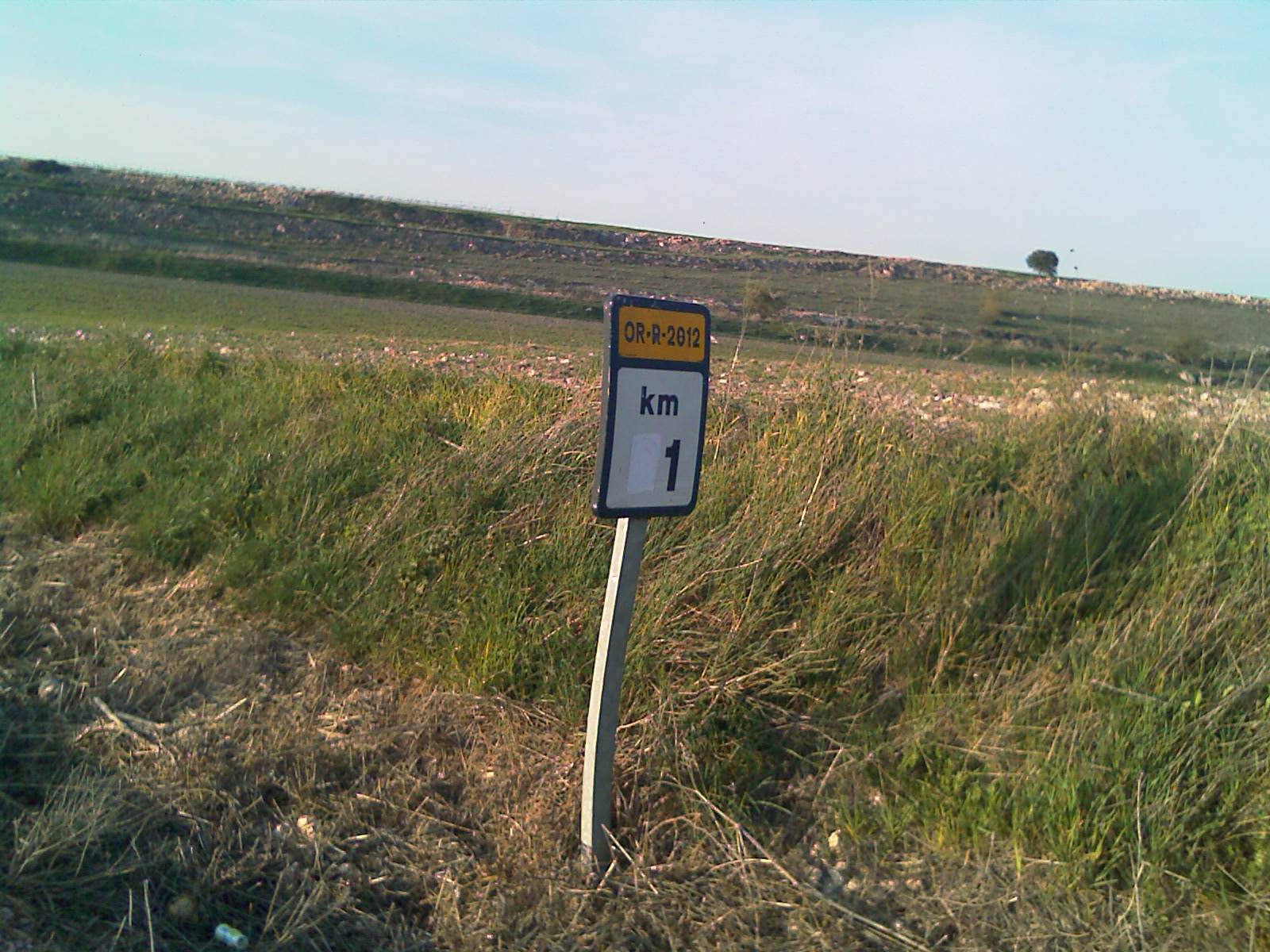
Hito en la red de carreteras de Ciudad Real
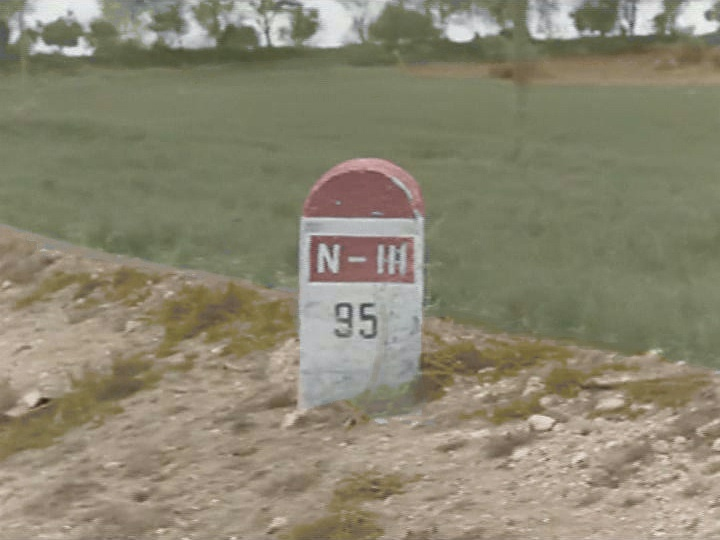
Mojón en la antigua N-III
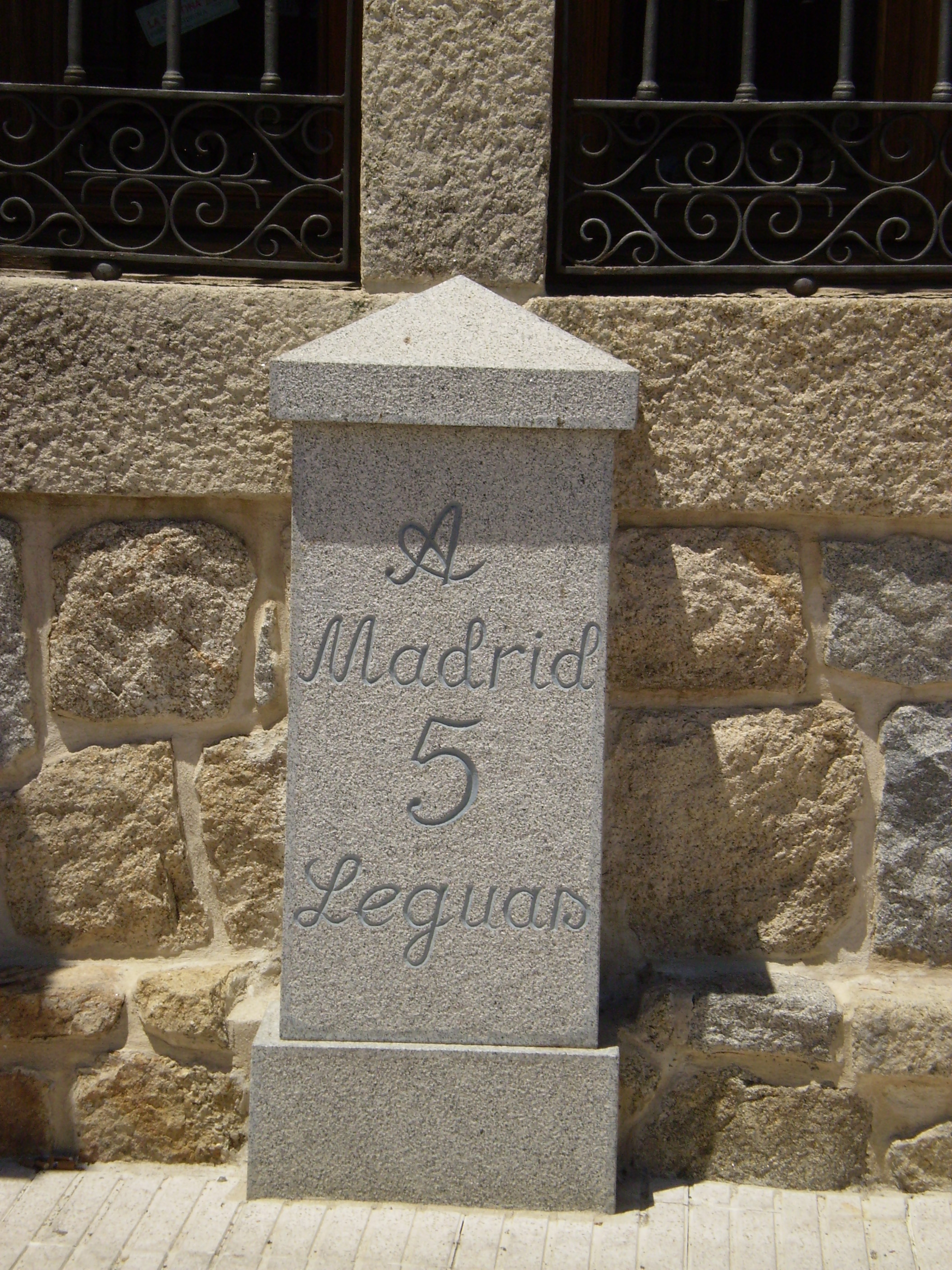
Mojón de las 5 leguas, Torrelodones (Madrid).
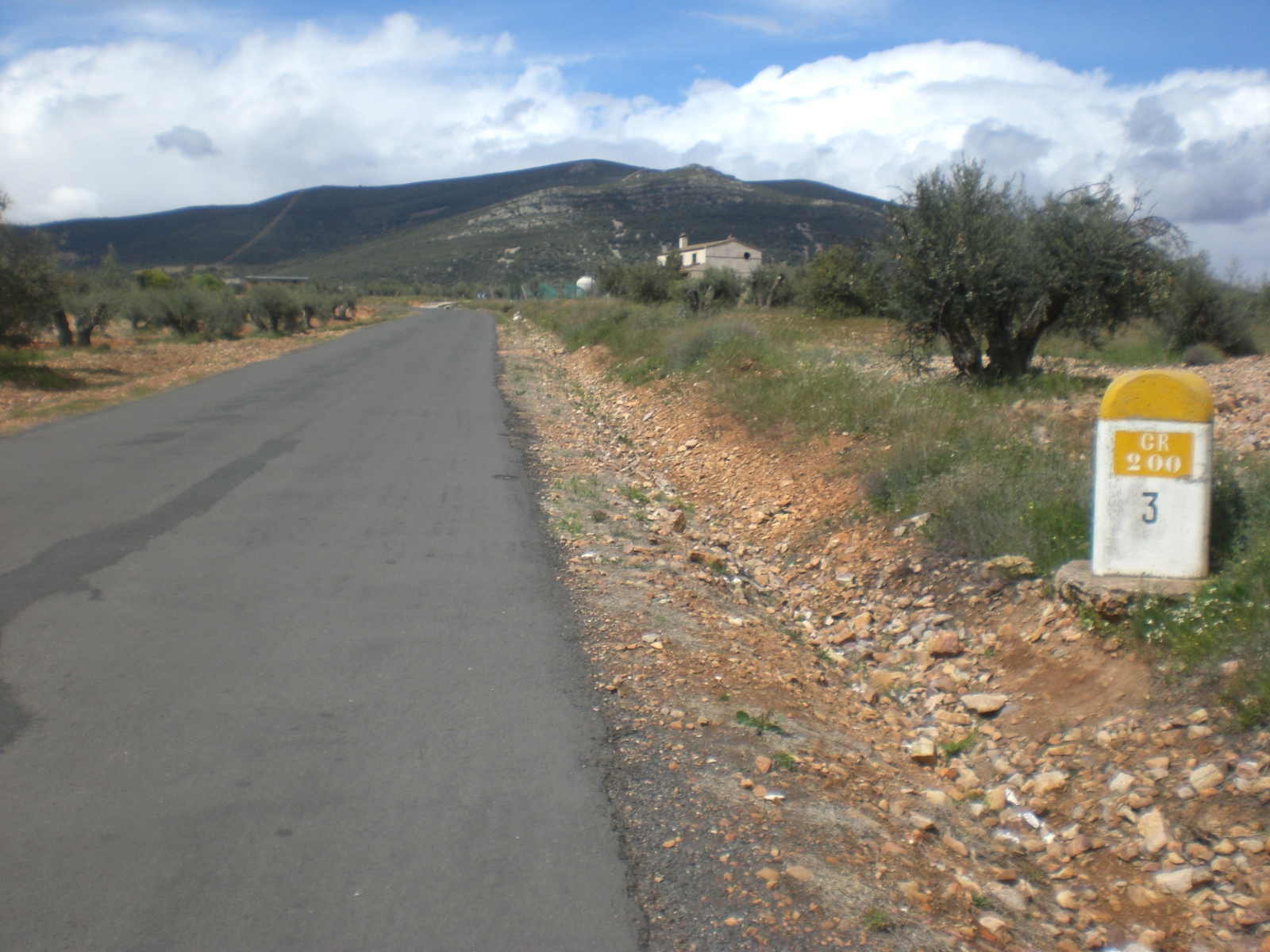
Mojón de la red de carreteras de Ciudad Real
Hito miriamétrico para autopista en España
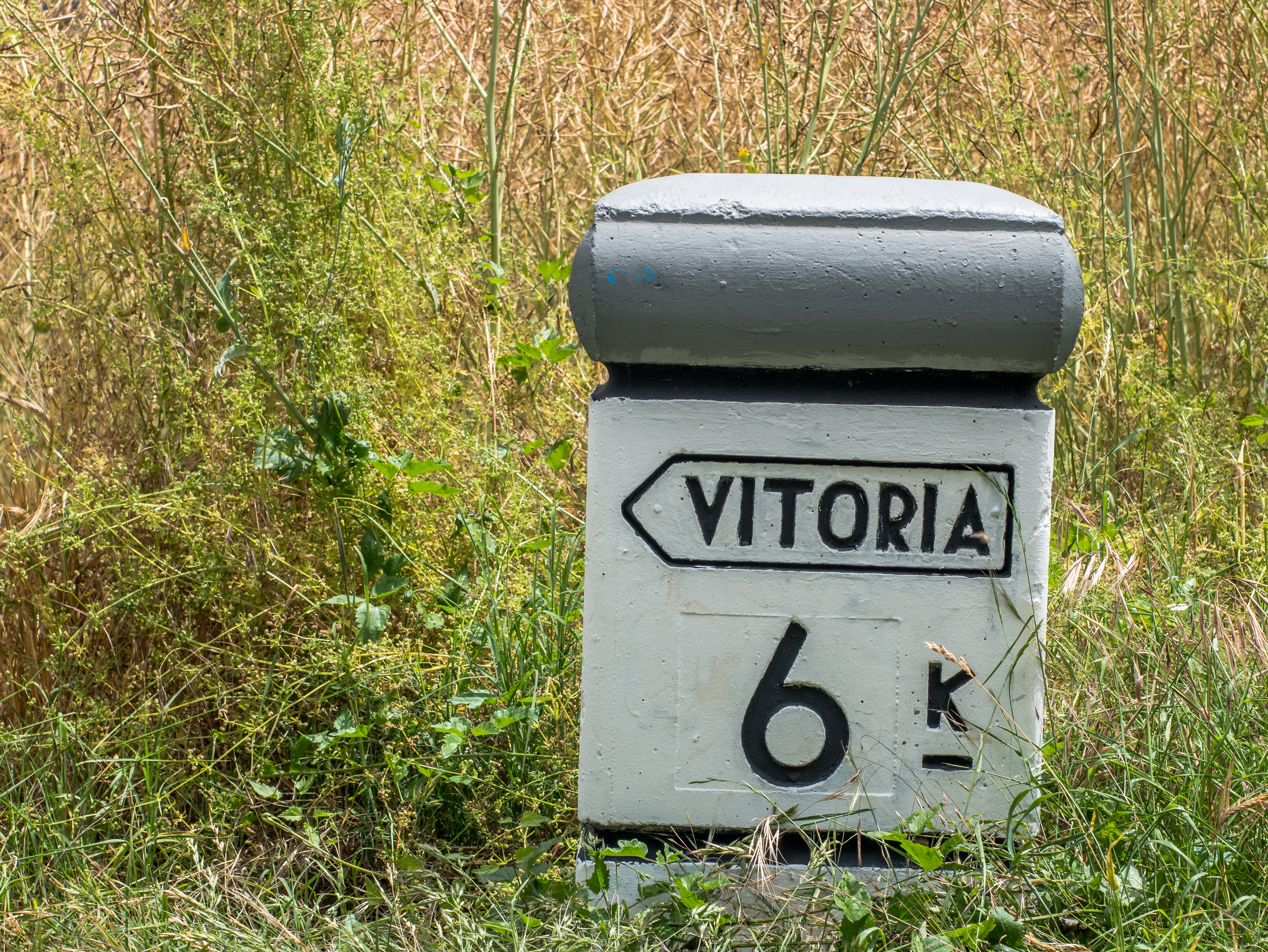
Mojón en Álava